# Dodó kacsa, a kacsairtó
A Dodó kacsa, a kacsairtó (eredeti cím: Daffy Duck's Quackbusters) 1988-ban bemutatott egész estés amerikai rajzfilm, amelyet Greg Ford és Terry Lennon rendezett. Az animációs játékfilm producere Steven S. Greene. A forgatókönyvet John W. Dunn írta, a zenéjét Hal Willner szerezte. A mozifilm a Warner Bros. Animation gyártásában készült, a Warner Bros. forgalmazásában jelent meg. Műfaja horror filmvígjáték. 
Amerikában 1988. szeptember 24-én mutattak be a mozikban, Magyarországon hangalámondással 1990-ben jelent meg VHS-en az Intervideo forgalmazásában, később 1992. december 12-én az HBO-n vetítették le a televízióban.

## Szereplők
| Szereplő               | Magyar alámondás |
| ---------------------- | ---------------- |
| Dodó kacsa             | Perlaki István   |
| Tapsi Hapsi            | Bor Zoltán       |
| Komornyik              | Bor Zoltán       |
| Elmeorvos magas embere | Bor Zoltán       |
| Hugo                   | Bor Zoltán       |
| Cucu malac             | Csankó Zoltán    |
| Madárfürdő tulajdonosa | Csankó Zoltán    |
| Részeges férfi         | Csankó Zoltán    |
| J. P. Cubish           | saját hangján    |
| Prérifarkas            | saját hangján    |
| Szilveszter            | Hankó Attila     |
| TV-bemondó             | Hankó Attila     |
| Vérsejt gróf           | Hankó Attila     |
| Mr. Hyde               | saját hangján    |
| Csőrike                | Fazekas Zsuzsa   |
| Melissa kacsa          | Fazekas Zsuzsa   |
| Agatha és Emily        | Fazekas Zsuzsa   |

## Összeállítások
A Bolondos dallamok részleteinek felhasználásával állították össze a filmhez.
- The Night of the Living Duck
- Daffy Dilly
- The Prize Pest
- Water, Water Every Hare
- Hyde and Go Tweet
- Claws for Alarm
- The Duxorcist
- Transylvania 6-5000
- The Abominable Snow Rabbit
- Punch Trunk
- Jumpin' Jupiter

## Televíziós megjelenések
HBO 